# Sascha Schmidt (Schiedsrichter)
Sascha Schmidt (* 1986) ist ein deutscher Handballschiedsrichter aus Bochum. Er gehört zum Elitekader des DHB und ist seit 2002 Schiedsrichter.

## Karriere
Sascha Schmidt wurde 2002 Schiedsrichter. Er bildet zusammen mit Frederic Linker seit 2003 ein Schiedsrichtergespann. Seit 2011 darf das Duo Spiele in der 2. Handball-Bundesliga leiten. Zur Saison 2020/ 21 stieg das Gespann in den Elite-Anschlusskader des DHB auf, in der nächsten Saison erfolgte der erneute Aufstieg in den Elitekader.
Linker/ Schmidt kommen auf über 400 Einsätze auf Ebene des DHB.

## Privates
Sascha Schmidts Stammverein ist der FC Gelsenkirchen-Schalke 04 e. V., er engagiert sich in der Handballabteilung u. a. im Rahmen von Aus- und Weiterbildungsveranstaltungen, aber auch im Leiten von Jugendspielen gemeinsam mit Jungschiedsrichtern und fördert deren Entwicklung. Hauptberuflich ist er Bankkaufmann und Geschäftsstellenleiter einer Sparkassen-Filiale in Bochum. Er ist verheiratet und hat zwei Söhne.